# Imagier
 (avril 2018).
Si vous disposez d'ouvrages ou d'articles de référence ou si vous connaissez des sites web de qualité traitant du thème abordé ici, merci de compléter l'article en donnant les références utiles à sa vérifiabilité et en les liant à la section « Notes et références ».
Un imagier est un regroupement de photographies ou dessins présentant des objets, des animaux, des moyens de transport, des vêtements, des fruits et des légumes, etc. ainsi que le mot qui les caractérise. Il est généralement destiné aux enfants car il leur permet de prendre conscience du monde qui les entoure.

## Historique
À l’origine, le mot « imagier », souvent orthographié en français médiéval ymagier, désigne un métier : celui qui réalise des images de tous ordres, aussi bien des peintures murales ou sur tous supports, vitraux, sculptures, ou « images » dans le sens moderne, c’est-à-dire des représentations de thèmes variés, reproduites par l’estampe puis par l’imprimerie, ce qui peut inclure les cartes à jouer, les images pieuses (portraits et vies de saints, prières, scènes profanes et d’actualité, etc.) Le souci pédagogique à destination des enfants apparaît lentement et ne devient systématique qu’avec l’essor des techniques d’impression, à partir du XIXe siècle. Le métier d’ymagier s’est perdu dans la spécialisation des différentes activités : peintre, verrier, sculpteur, graveur, etc. Le mot imagier ne désigne plus que l’objet : un recueil d’images imprimées.
Il existe des imagiers depuis que l'homme dessine, ceux-ci ont évolué au cours du temps :
- les hommes préhistoriques reproduisaient les animaux dans les grottes ;
- les églises ont été recouvertes de fresques pour expliquer l'origine de l'homme ;
- les imagiers en papier sont, au XVIe siècle, des imprimeurs et marchands d'images gravées sur bois ou en taille-douce. À Paris, plusieurs imagiers étaient établis rue Montorgueil comme Denis de Mathonière. D’autres fleurissent à Rennes, Nantes, Chartres, et bientôt Épinal ;
- au cours du XXe siècle, les imagiers se sont développés avec de grands noms tels : Père Castor, Fleurus et Gallimard.

## Intérêt des imagiers
Les imagiers sont des outils pour développer le vocabulaire des apprenants (enfants, allophones, etc).

## Différents types
On peut retrouver des imagiers sous de nombreuses formes : livre, album, mais également sur support multimédia.
Selon l'âge de l'enfant, il existe des imagiers plus ou moins sophistiqués :
- imagiers d'images seules ;
- imagiers avec mots ;
- imagiers avec phrases ;
- imagiers avec les émotions.